# Carter Mountain
Carter Mountain je hora v Park County, na severozápadě Wyomingu. 
Leží v jižní části pohoří Absaroka Range, východně od Yellowstonského národního parku. S nadmořskou výškou 3 755 metrů náleží mezi deset  nejvyšších hor Wyomingu s prominencí vyšší než 500 metrů. Hora je součástí národního lesa Shoshone National Forest.